# Rozdymkokształtne
Rozdymkokształtne, tetrodontokształtne, najeżkokształtne (Tetraodontiformes) – rząd ryb promieniopłetwych (Actinopterygii) charakteryzujących się brakiem kości ciemieniowych, nosowych i okołooczodołowych. U większości brak również dolnych żeber. Kość szczękowa jest zwykle zrośnięta z kością przedszczękową, stąd dawna nazwa zrosłoszczękie. Łuski większości gatunków przekształciły się w kolce, tarczki lub płytki. Przedstawiciele tego rzędu wytwarzają dźwięki poprzez pocieranie zębami lub przy pomocy pęcherza pławnego, który nie występuje jedynie u Molidae. Do rozdymkokształtnych należą rozdymki, najeżki, kolcobrzuchy, kostery, rogatnice, jednorożki, trójrożki oraz samogłów. Z zapisów kopalnych ryby te znane są od górnej kredy. W oligocenie polskich Karpat występował Oligolactoria.

## Klasyfikacja
Rząd obejmuje dwa podrzędy ryb współcześnie żyjących:
- Tetraodontoidei obejmuje siedem rodzin:
  - Balistidae – rogatnicowate
  - Diodontidae – najeżkowate
  - Molidae – samogłowowate
  - Monacanthidae – jednorożkowate
  - Ostraciidae – kosterowate
  - Tetraodontidae – rozdymkowate
  - Triodontidae

- Triacanthoidei obejmuje dwie rodziny:
  - Triacanthidae
  - Triacanthodidae

oraz wymarłe Plectocretacicoidei.